# Gambia Workers Union
Gambia Workers Union (GWU) är en Gambias största fackliga centralorganisationer. Den har 52 000 medlemmar (år 2011) och är ansluten till Internationella fackliga samorganisationen. Organisationen har en utbildningskommitté tillsammans med en annan stor centralorganisation, Gambia Workers Confederation (GWC). Nuvarande generalsekreterare är Ebrima Garba Cham.
GWU bildades av M. E. Jallow år 1956 då Gambia fortfarande var en brittisk koloni. Jallow var GWU:s första generalsekreterare och innehade platsen fram till mitten av 1980-talet. Den nya organisationen hade en trög start och redan 1959 omorganiserade man den från grunden. Nu skulle man till skillnad från tidigare fackföreningar inte ha sin bas hos hantverkarna i landet, utan hos de outbildade arbetare som i allt högre utsträckning började lönearbeta. Denna strategi fick medlemskapet att skjuta i höjden.
År 1960 genomförde GWU sin första heldagsstrejk vilket fick regeringen att höja minimilönerna med 25 procent. Sommaren 1960 räknade 1 158 betalande medlemmar. Inspirerade av segern genomförde man i januari 1961 en två dagar lång strejk med nya krav. Detta fick emellertid som konsekvens att polis inkallades för att upplösa en stor demonstration och att Jallow arresterades. Strejken och regeringens hanterande av den ökade spänningarna i landet; Jallow betraktades av många som en nationell hjälte i kampen mot det koloniala förtrycket. GWU hade nära band till självständighetsrörelsen i Gambia vilket gjorde den till en kraft att räkna med. I slutändan fick man delvis igenom sina krav med en blygsam höjning (13 procent snarare än kravet på 90 procent) av lönerna. Efter strejken 1961 var GWU den mäktigaste fackföreningen i landet. År 1965 blev Gambia självständigt.
Framgångarna tog dock slut redan efter några år. De tre viktigaste orsakerna till detta var att man anslöt sig till Internationella fackliga samorganisationen 1963, att man övergav sin partipolitiska neutralitet samt en misslyckad generalstrejk 1967. År 1970 försökte man sig på ytterligare en generalstrejk men det försvagade bara organisationen ytterligare. De upprepade strejkerna fick politikerna i landet att ställa sig alltmer kritiska mot GWU. År 1977 drogs deras tillstånd in men efter valet 1982 legaliserades organisationen igen.
År 1987 dog Jallow och Pa Modou Faal tog över som generalsekreterare.